# Артык (Якутия)
А́ртык (якут. Аартык) — посёлок городского типа в Оймяконском улусе Якутии. Образует городское поселение «Посёлок Артык», в состав которого также входит село Делянкир.

## География
Находится при впадении реки Артык в реку Неру. Абсолютный минимум температуры в Артыке составляет −62,9 градуса и был отмечен в январе 1939 года.

## История
Основан как посёлок автотранспортников на Колымской трассе (ответвление на Усть-Неру). Статус посёлка городского типа — с 1957 года.
Впервые этот ручей нанес на карту И.Д. Черский в 1891 году. В своем отчете он писал, что по долине ручья Артык проходит тропа, по которой эвены весной перегоняли свои многочисленные стада оленей на летовку в район пастбища Улахан-Чистай.
В 1933 году в бассейне этого ручья работал отряд геологов, которым руководил Ю.А. Одинец. Геологи нанесли на карту ручей под названием "Аттык-Юрях". Только в 1935 году поисковая партия И.И. Галченко снова восстановила его истинное название.
В 30-х годах в приустьевой части ручья стояло урочище, в котором проживало несколько семей якутов, занимавшихся скотоводством, охотой и рыбной ловлей. В конце 40 - начала 50-х годов от Делянкира к поселку Усть-Нера 6ыла проложена автотрасса, и на месте якутского урочища возник поселок автотранспортников Артык. Раньше, где сейчас поселок Артык, стояли юрты братьев Петра, Семёна и Матвея Заболоцких.

## Население
| 1959 | 1970  | 1979  | 1989  | 2002 | 2009 | 2010 | 2011 | 2012 | 2013 |
| ---- | ----- | ----- | ----- | ---- | ---- | ---- | ---- | ---- | ---- |
| 2898 | ↘2792 | ↘1924 | ↗2420 | ↘633 | ↘512 | ↘509 | →509 | ↘474 | ↘473 |
| 2014 | 2015  | 2016  | 2017  | 2018 | 2019 | 2020 | 2021 | 2023 |      |
| ↗511 | ↘483  | ↗486  | ↘453  | ↘431 | ↘400 | ↘366 | ↘352 | ↘336 |      |